# 高橋文二
高橋 文二（たかはし ぶんじ、1938年 - ）は、日本の国文学者、博士。駒澤大学名誉教授。

## 来歴
東京都生まれ。福島県立福島高等学校、1962年に駒澤大学文学部国文学科卒業。京都大学大学院文学研究科国語国文学専攻修士課程修了。1970年、京都大学大学院博士課程満期退学。
1972年より駒澤大学文学部国文学科講師。助教授を経て、1982年教授に就任。
1986年、学位論文「王朝文学論　自然描写と情念の働きから見た王朝仮名文学の特質」で博士（文学、駒澤大学）の学位を取得。
駒澤大学図書館長、文学部長。歴史文化学会理事、日本文学協会委員、全国大学理事など歴任。2009年、定年退職し名誉教授。

## 著書
- 『風景と共感覚　王朝文学試論』春秋社　1985
- 『三島由紀夫の世界　夭逝の夢と不在の美学』新典社　1989　叢刊・日本の文学
- 『物語鎮魂論』桜楓社　1990
- 『王朝まどろみ論』笠間書院　1995　古典ライブラリー
- 『源氏物語の時空と想像力』翰林書房　1999
- 『紫式部のみた京都』日本放送出版協会　2008　NHKカルチャーアワー 文学の世界[5]

## 編纂・共編著
- 『平安鎌倉女流歌人集』浅井伸一共編著　加藤中道館　1979
- 『紫式部日記』編　桜楓社　1979
- 『手習・夢の浮橋』校注　新典社　1982　影印校注古典叢書
- 『源氏物語と古代世界』伊井春樹,廣川勝美共編　新典社　1997
- 『道元禅師全集 原文対照現代語訳』第17巻　法語・歌頌等　鏡島元隆監修　角田泰隆、石井清純共訳註　春秋社　2010

「国立国会図書館」を参照

### 論文
- CiNii>高橋文二

### 参考
- 原文対照現代語訳　道元禅師全集〈第17巻〉法語・歌頌等 - 紀伊國屋書店BookWeb